# Linda de Mol
 (juin 2023).
Si vous disposez d'ouvrages ou d'articles de référence ou si vous connaissez des sites web de qualité traitant du thème abordé ici, merci de compléter l'article en donnant les références utiles à sa vérifiabilité et en les liant à la section « Notes et références ».
Pour les articles homonymes, voir Demol.
Linda Margaretha de Mol, née le 8 juillet 1964 à Hilversum, est une actrice et une présentatrice de télévision néerlandaise.Elle est la sœur de John de Mol, fondateur de la société de production télévisée Endemol.

## Biographie

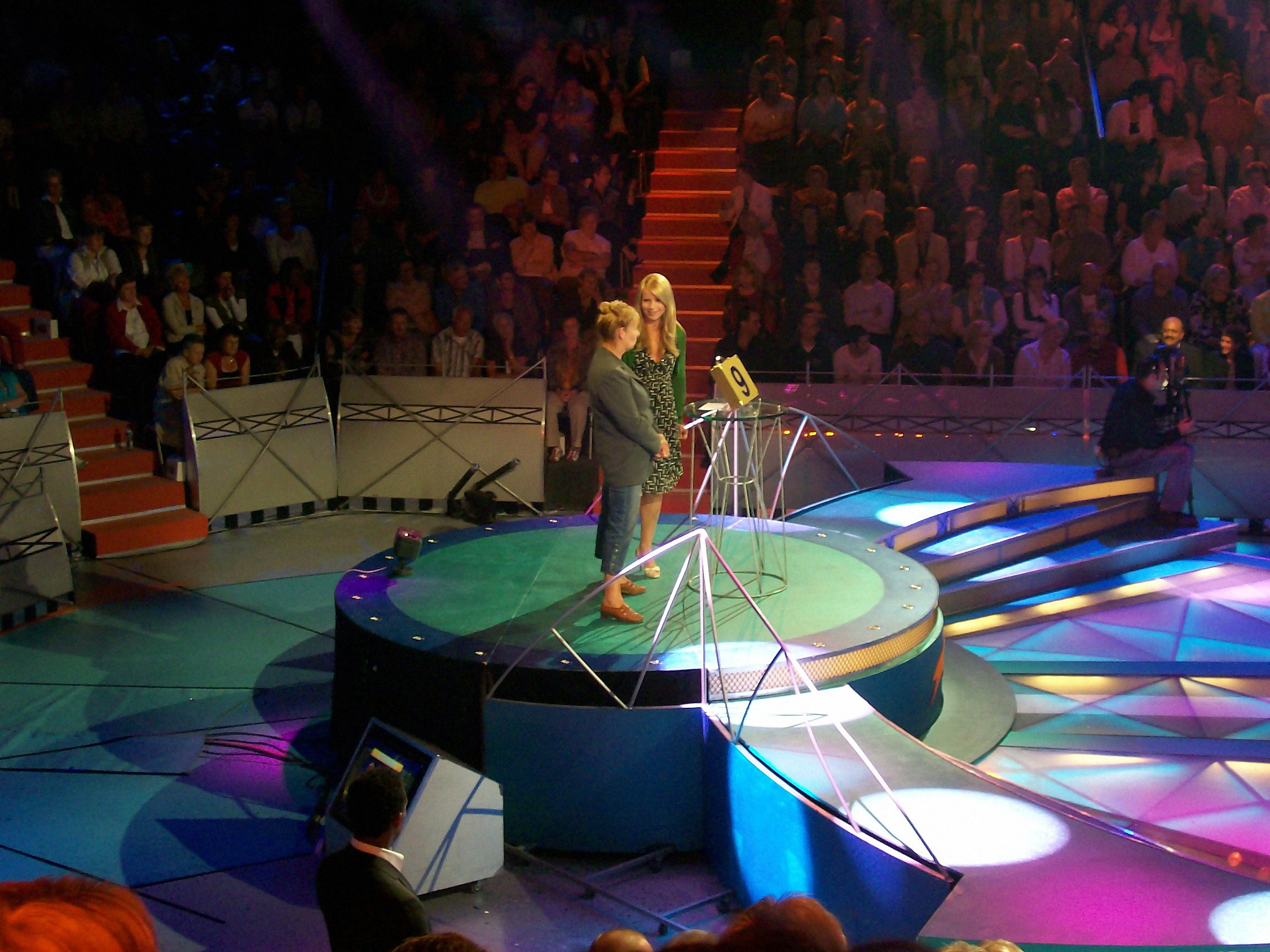
Linda de Mol (2007)

Ellee est présentatrice vedette sur Sky Channel dans les années 1980 et sur les chaines publiques AVRO et TROS jusqu'en 2005, année où son frère John de Mol crée sa propre chaîne de télévision Talpa. Elle décide tout naturellement de le suivre et quitte le service public. Talpa sera racheté en 2007 par Tien, chaîne du groupe RTL. Elle mène une double carrière de présentatrice-animatrice aux Pays-Bas et en Allemagne. Au cinéma, Linda de Mol a créé et joué en 2005  la série Jardins secrets (Gooische Vrouwen), une série rappelant quelque peu Desperate Housewives.

## Filmographie

### Cinéma
- 2004 : Alice in Glamourland
- 2009 : Terug naar de kust (Back to the coast)
- 2010 : Gooische Vrouwen (Women from the Gooi)

### Télévision
- 2005 : Jardins secrets saison 1
- 2006 : Jardins secrets saison 2
- 2006 : Trois enfants sur les bras Lissy Meister
- 2007 : Jardins secrets saison 3
- 2008 : Jardins secrets saison 4
- 2008 : Petit Arrangement amoureux (Kleine Lüge für die Liebe'' Anne Kampmann
- 2009 : Jardins secrets saison 5

## Programmes de télévision néerlandais et britanniques
- Coca-Cola Eurochart Top 50
- The DJ Kat Show
- In touch with the Dutch
- Linda (Débat télévisé)
- Billy Hot Dog
- A to Z
- Dierenbingo
- De leukste thuis
- Love Letters
- Homerun (Film 1997)
- Spangen (Film 1999)
- Postcodeloterij Miljoenenjacht (Version originale de Deal or No Deal)
- Jardins secrets (2005–2009)
- Linda en Beau op zondag
- De Slimste
- De Gouden Kooi (Kick-Off (2006))
- M/V (2006) avec Beau van Erven Dorens)
- Just the Two of Us (2007), avec Gordon)
- Ik hou van Holland (depuis 2008)

## Programmes de télévision allemands
- Traumhochzeit (1992–2000, RTL) (2008, ZDF)
- Kollegen, Kollegen (1992, RTL)
- Surprise Show (1994, avec Kai Pflaume)
- Hausfieber (1998–1999, RTL)
- Kinder für Kinder (UNESCO, 25 décembre 1993 + 13 novembre 1994)
- Die Prominenten Playback Show (16 septembre 1995 en 7 décembre 1996)
- Soundmix-Show (1995–1997)
- Domino Day (1998–2002, RTL)
- Einer gegen 100 (2002, RTL)
- Der MillionenDeal (2004, Sat.1)
- Mr. Nanny (Ein Mann für Mama) (Film 2006, ZDF)
- The Winner Is (2012, Sat.1)

## Distinctions
- Officier de l'ordre d'Orange-Nassau (2011)